# ヴァイオリンソナタ (リヒャルト・シュトラウス)
ヴァイオリンソナタ 変ホ長調 作品18は、リヒャルト・シュトラウスが1888年に完成させたヴァイオリンソナタ。

## 概要
1887年から1888年にかけて作曲した唯一のヴァイオリンソナタである。シュトラウスが古典派的な絶対音楽からリストやワーグナーの影響を受けた交響詩やオペラへと創作の方向を変えた、その転換期の作品である。そのため、伝統的な3楽章形式に則っているものの、シュトラウスの個性を明確に示している。また、シュトラウスは自らヴァイオリンをかなりの程度弾きこなすことができたことから、華やかな演奏効果が発揮されるとともに高度な演奏技術が要求される。本作をもって、シュトラウスは古典形式による室内楽の作曲に終止符を打った。
初演は1888年10月3日にエルバーフェルトで、ケルン・ギュルツェニヒ管弦楽団のコンサートマスターであったロベルト・ヘックマンのヴァイオリンと、同地で指揮者をしていたユリウス・ブーツのピアノで行われた。同年にミュンヘンで出版されている。
ヤッシャ・ハイフェッツが愛奏したことで知られ、1972年の最後のリサイタルでも演奏している。

## 構成
- 第1楽章　Allegro ma non troppo　変ホ長調　4分の4拍子　ソナタ形式
- 第2楽章　即興曲（Improvisation）　アンダンテ・カンタービレ　変イ長調　4分の2拍子　三部形式
- 第3楽章　終曲　Andante ― Allegro　変ホ長調　ロンド形式